# Oia sororia
Oia sororia är en spindelart som beskrevs av Jörg Wunderlich 1973. Oia sororia ingår i släktet Oia och familjen täckvävarspindlar.
Artens utbredningsområde är Nepal. Inga underarter finns listade i Catalogue of Life.